# Razborca
Razborca este o localitate din comuna Mislinja, Slovenia, cu o populație de 118 locuitori.